# Lara Morciano
Lara Morciano est une compositrice italienne née en 1968 à Zurich.

## Biographie
Lara Morciano naît le 3 mai 1968 à Zurich,.
Elle passe son enfance à Lecce et commence son apprentissage musical par le piano, à l'âge de six ans. À seize ans, elle obtient son diplôme au conservatoire Tito Schipa de Lecce. Elle part ensuite à Rome et étudie à l'Académie nationale Sainte-Cécile, auprès d’Ada Gentile et Franco Donatoni notamment, où elle obtient un diplôme de composition en 1993 et un diplôme de perfectionnement en composition (master) en 1995,. 
En 1994, elle devient professeure à Foggia. 
Elle étudie ensuite en France, participe en 2001 à un stage de composition et d'informatique musicale à l'Ircam et travaille avec Ivan Fedele au Conservatoire de Strasbourg, dont elle sort diplômée en composition en 2002,. 
Lara Morciano écrit sa première œuvre mixte, Tangle, pour flûte et dispositif électronique, pour l'école de musique de Montbéliard et le centre Tempo Reale de Florence. En 2003, elle reçoit une commande du festival Musica pour Intextus, pièce pour ensemble d’instruments baroques et danse. Elle continue à se perfectionner et suit en 2005 le cursus long de composition et d’informatique musicale de l’Ircam. 
En 2009, elle obtient un Master d’Arts, mention musique, spécialité musicologie, création, musique et société, à l’Université Paris 8, sous la direction de Horacio Vaggione et Anne Sèdes. Parallèlement, elle enseigne au Conservatoire de Florence, la lecture à vue, le piano d'accompagnement, la transposition et la réduction d'orchestre.
En 2013, Lara Morciano est sélectionnée dans le cadre du programme doctoral du Sacre (science, art, création, recherche), placé sous l'égide de l'Université Paris Sciences et Lettres et de l'École normale supérieure, avec l'Ircam comme laboratoire de recherche. Elle y soutient sa thèse de doctorat en composition en 2018, sous la direction de Gérard Assayag,. 
Comme compositrice, elle est sélectionnée par la Fondation Prince Pierre de Monaco pour le Prix de composition musicale en 2007, est lauréate de la sélection Tremplin 2008 de l’Ensemble intercontemporain et de l’Ircam, et, en 2012, du concours international de composition Prix Giga-Hertz en Allemagne pour Raggi di stringhe (2011), écrit pour violon et électronique, commande de l’Ircam-Centre Pompidou.
Estremo d’ombra (2015), commande de l’Ircam et de la Biennale de Venise, est créée à Venise en octobre 2015 et dans le cadre du Festival Présences de Radio France en 2016. À l’International Computer Music Conference (ICMC) de New York, elle remporte le « ICMA Audience Award for Best Music Presentation » en 2019.
Ses compositions sont publiées aux éditions Suvini Zerboni jusqu'en 2010, et depuis sous son nom propre.

## Œuvres
Son catalogue comprend une quarantaine d’œuvres. Parmi ses compositions, figurent notamment :
- Iriadi, pour quatuor à cordes, 1992[6] ;
- Hyades, pour orchestre, créé au festival d’Avignon, 2002[8] ;
- Intextus, pour ensemble d’instruments anciens, créé au festival Musica 2003[8] ;
- Parola che mi manca, pour soprano et ensemble, commande d’État, créé au festival Musica 2006[8] ;
- Nel cielo appena arato, pour ensemble, commande et création de l’Ensemble intercontemporain, 2008[8] ;
- Raggi de stringhe[9], pour violon et électronique, commande et création Ircam-Centre Pompidou, 2011[10],[11],[8] ;
- Estremo d'ombra, pour cinq solistes et électronique, 2015[10],[12] ;
- Octaédrite, spectacle multimédia, 2016[6] ;
- Philiris, pour piano et électronique, 2016[6] ;
- Taygeta, pour percussion, transducteur et captation gestuelle, création au festival Traiettorie, 2017[10],[8] ;
- Liphyra, pour piano, captation gestuelle, transducteurs et électronique en temps réel, commande et création dans le cadre de Alla breve sur France Musique, 2018[8].

- Nei rami chiari[13],[14], créé par l'EIC[15], 2022
- Riji[16], 2022

## Discographie
- 2009 : T.R.Tangle sur Waves de Sophie Dardeau
- 2003 : Nadir Vassena – Luoghi D'infinito Andare